# Naomi Wildman
Naomi Wildman es un personaje de ficción en el universo de Star Trek, que apareció en la serie de televisión Star Trek: Voyager.

## Biografía
Híbrido Ktariana y humana, Naomi Hija (nacida en 2372) de la alférez Samantha Wildman y su marido, el Ktariano Greskrendtregk. Greskrendtregk es también un oficial de la Flota Estelar, asignado a la Deep Space Nine. Greskrendtregk y su esposa habían estado tratando de concebir un hijo, sin éxito al principio. Samantha, una xenobiologista abordó la USS Voyager, sin saber que estaba embarazada de lo que se enteró hasta que la nave quedó varada en el Cuadrante Delta. Naomi nació en la Voyager, y es criada por su madre y el resto de la tripulación. 
Durante el tiempo del nacimiento de Naomi, la Voyager fue atacada por una anomalía espacial, en el que en la que la nave fue duplicada junto con la tripulación. En una de las Voyager, Naomi murió, pero segundos antes de la destrucción de la otra nave, la tripulación de la Voyager pasó a Naomi a la primera nave junto con Harry Kim quién también había muerto. 
Como resultado de su herencia Ktariana, Naomi madura más rápido que los humanos normales. Durante su estancia en la Voyager, Naomi desarrolló una estrecha amistad con el Talaxiano Neelixquién es su padrino, y después de los acontecimientos de "Regresiones Infinitas" (Temporada 5, Capítulo 7) juega con Siete de Nueve un juego de mesa de ficción llamado Kadis Kot. A final de la serie fue lo suficientemente madura para ser responsable de sus tareas, lo que permite que Neelix abandoné la nave para vivir en una colonia Talaxiana (Temporada 7, Capítulo 23, "Un hogar para Neelix").
Greskrendtregk no sabía que tenía una hija en el Voyager hasta que fue capaz de establecer un enlace de comunicación con la Flota. Naomi se reúne con su padre cuando Voyager regresa a sus casa en 2377. 
En los capítulos finales (fin del juego temporada 7 capítulos 25 y 26), Naomi tiene una hija llamada Sabrina, interpretada por Ashley Sierra Hughes, sin embargo, cuando la Almirante Janeway cambia la línea del tiempo al regresar 26 años en el pasado para llevar a la Voyager al cuadrante alfa a través de una red de conductos trans-warp de los borg, por lo que Samanta sólo existe en una línea paralela de tiempo.
En Star Trek: Voyager relaunche una novela sobre Star Trek Voyager, después de su vuelta a casa, Naomi había madurado lo equivalente a un humano de dieciséis años de edad, y aplica con éxito a la Academia de la Flota Estelar. En el capítulo "Fragmentos" (Temporada 7 capítulo 11) una Naomi del futuro aparece como adulto, asignada a la Voyager en astrometrías al lado de Icheb.

## Reparto
Naomi fue interpretada principalmente por Scarlett Pomers, y también por Brooke Stephens, y, como adulto, por Vanessa Branch.